# Saint-Léger-aux-Bois, Oise

Saint-Léger-aux-Bois este o comună în departamentul Oise, Franța. În 1 ianuarie 2022 avea o populație de 743 de locuitori.